# عروس آوریل
عروس آوریل (انگلیسی: April Bride) فیلمی در ژانر درام است که در سال ۲۰۰۹ منتشر شد. از بازیگران آن می‌توان به ایتا اشاره کرد.